# Microlepia intramarginalis
Microlepia intramarginalis là một loài dương xỉ trong họ Dennstaedtiaceae. Loài này được Seriz. mô tả khoa học đầu tiên năm 1972.
Danh pháp khoa học của loài này chưa được làm sáng tỏ. 